# الضيعة (بعدان)

تعديل مصدري - تعديل

الضيعة محلة تابعة لقرية اغرب، التابعة لعزلة بني عواض بمديرية بعدان إحدى مديريات محافظة إب في الجمهورية اليمنية، بلغ تعداد سكانها 50 حسب تعداد اليمن لعام 2004.